# Marv Films
Marv Films (comúnmente conocida como Marv y estilizada como MARV, y anteriormente SKA Films) es una productora británica propiedad de Matthew Vaughn. Es conocido por las películas Layer Cake, Stardust, Kick-Ass, Kingsman: The Secret Service y Kingsman: The Golden Circle.

## Historia

### SKA Films
En 1997, el productor Matthew Vaughn y el director Guy Ritchie lanzaron su propia compañía en el Reino Unido, siendo su primer proyecto Lock, Stock and Two Smoking Barrels, que es para Handmade Films.
En 1999, Vaughn y Ritchie llegaron a un acuerdo con Sony Pictures para distribuir su próximo proyecto, Snatch.
El equipo siguió con su próximo gran proyecto Swept Away, protagonizado por Madonna. La película terminó siendo bombardeada de manera crítica y comercial. Luego ganó los premios Golden Raspberry en 2003.

### Marv Films
Más tarde ese mismo año, Ritchie y Vaughn rompieron lazos, cambiando así de SKA Films a Marv Films, y su primera producción bajo la nueva bandera fue Layer Cake, el debut como director de Matthew Vaughn.
En 2007, firmó un acuerdo con Sony Pictures Entertainment para producir sus largometrajes. Más tarde ese mismo año, Charlie Mitchell se unió a la empresa.
En 2009, Kris Thykier decidió dejar Marv Films para crear PeaPie Films y producir nuevos largometrajes.
En 2018, Vaughn lanzó su subsidiaria Marv Studios para configurar nuevos reinicios de películas.

### Marv Music
En 2021, Marv lanzó un sello discográfico, Marv Music, junto con Warner Music Group. La etiqueta se distribuye bajo la unidad Parlophone de Warner.

## Películas
| Título                              | Fecha de lanzamiento     | Director        | Productor                                                                  | Escritor                                                  | Compañía de producción                                                                         | Estudio de lanzamiento                                                                           | Rotten Tomatoes |
| como SKA Films                      | como SKA Films           | como SKA Films  | como SKA Films                                                             | como SKA Films                                            | como SKA Films                                                                                 | como SKA Films                                                                                   | como SKA Films  |
| ----------------------------------- | ------------------------ | --------------- | -------------------------------------------------------------------------- | --------------------------------------------------------- | ---------------------------------------------------------------------------------------------- | ------------------------------------------------------------------------------------------------ | --------------- |
| Lock, Stock and Two Smoking Barrels | 28 de agosto de 1998     | Guy Ritchie     | Matthew Vaughn                                                             | Guy Ritchie                                               | Handmade Films The Steve Tisch Company Summit Entertainment                                    | Gramercy Pictures Columbia TriStar Film Distributors International PolyGram Filmed Entertainment | 75%             |
| Snatch                              | 23 de agosto de 2000     | Guy Ritchie     | Matthew Vaughn                                                             | Guy Ritchie                                               |                                                                                                | Screen Gems Columbia Pictures                                                                    | 73%             |
| Mean Machine                        | 26 de diciembre de 2001  | Barry Skolnick  | Matthew Vaughn                                                             | Tracy Keenan Wynn Charlie Fletcher Chris Baker Andrew Day |                                                                                                | Paramount Pictures                                                                               | 34%             |
| Swept Away                          | 11 de octubre de 2002    | Guy Ritchie     | Matthew Vaughn                                                             | Guy Ritchie                                               | CODI SpA                                                                                       | Screen Gems                                                                                      | 5%              |
| como Marv Films                     |                          |                 |                                                                            |                                                           |                                                                                                |                                                                                                  |                 |
| Layer Cake                          | 1 de octubre de 2004     | Matthew Vaughn  | Adam Bohling David Reid Matthew Vaughn                                     | J. J. Connolly                                            |                                                                                                | Sony Pictures Classics                                                                           | 81%             |
| Stardust                            | 10 de abril de 2007      | Matthew Vaughn  | Lorenzo di Bonaventura Michael Dreyer Neil Gaiman Matthew Vaughn           | Jane Goldman Matthew Vaughn                               | Ingenious Media                                                                                | Paramount Pictures                                                                               | 76%             |
| Harry Brown                         | 11 de noviembre de 2009  | Daniel Barber   | Matthew Vaughn Kris Thykier Matthew Brown Keith Bell                       | Gary Young                                                | UK Film Council HanWay Films Prescience Framestore Features                                    | Lionsgate Entertainment                                                                          | 64%             |
| Kick Ass                            | 26 de marcha de 2010     | Matthew Vaughn  | Matthew Vaughn Brad Pitt Kris Thykier Adam Bohling Tarquin Pack David Reid | Jane Goldman Matthew Vaughn                               | Plan B Entertainment                                                                           | Lionsgate Entertainment Universal Pictures                                                       | 75%             |
| The Debt                            | 30 de septiembre de 2010 | John Madden     | Matthew Vaughn Kris Thykier                                                | Matthew Vaughn Jane Goldman Peter Straughan               |                                                                                                | Focus Features Miramax                                                                           | 76%             |
| Kick-Ass 2                          | 14 de agosto de 2013     | Jeff Wadlow     | Adam Bohling Tarquin Pack David Reid Matthew Vaughn                        | Jeff Wadlow                                               | Plan B Entertainment Dentsu                                                                    | Universal Pictures                                                                               | 31%             |
| Kingsman: The Secret Service        | 13 de diciembre de 2014  | Matthew Vaughn  | Matthew Vaughn David Reid Adam Bohling                                     | Jane Goldman Matthew Vaughn                               | Cloudy Productions Shangri-La Entertainment TSG Entertainment                                  | 20th Century Fox                                                                                 | 74%             |
| Fantastic Four                      | 7 de agosto de 2015      | Josh Trank      | Gregory Goodman Simon Kinberg Robert Kulzer Hutch Parker Matthew Vaughn    | Jeremy Slater Simon Kinberg Josh Trank                    | Marvel Entertainment Constantin Film Kinberg Genre Robert Kulzer Productions TSG Entertainment | 20th Century Fox                                                                                 | 9%              |
| Eddie the Eagle                     | 26 de febrero de 2016    | Dexter Fletcher | Adam Bohling David Reid Rupert Maconick Valerie Van Galder Matthew Vaughn  | Sean Macaulay Simon Kelton                                | Studio Babelsberg Saville Productions TSG Entertainment                                        | 20th Century Fox                                                                                 | 80%             |
| Kingsman: The Golden Circle         | 20 de septiembre de 2017 | Matthew Vaughn  | Matthew Vaughn David Reid Adam Bohling                                     | Jane Goldman Matthew Vaughn                               | TSG Entertainment Cloudy Productions                                                           | 20th Century Fox                                                                                 | 51%             |
| Rocketman                           | 31 de mayo de 2019       | Dexter Fletcher | Adam Bohling David Furnish Elton John David Reid Matthew Vaughn            | Lee Hall                                                  | Rocket Pictures New Republic Pictures                                                          | Paramount Pictures                                                                               | 89%             |
| Silent Night                        | 3 de diciembre de 2021   | Camille Griffin | Matthew Vaughn Trudie Styler Celine Rattray                                | Camille Griffin                                           | Maven Pictures                                                                                 | RLJE Films AMC+                                                                                  | 65%             |
| The King's Man                      | 22 de diciembre de 2021  | Matthew Vaughn  | Matthew Vaughn David Reid Adam Bohling                                     | Matthew Vaughn Karl Gajdusek                              | 20th Century Studios TSG Entertainment                                                         | 20th Century Studios                                                                             |                 |
| Tetris                              | TBA                      | Jon S. Baird    | Matthew Vaughn Leonard Blavatnik Gregor Cameron Gillian Berrie             | Noah Pink                                                 | AI Film Unigram                                                                                | Apple TV+                                                                                        |                 |
| Statesman                           |                          |                 |                                                                            |                                                           |                                                                                                |                                                                                                  |                 |

## Televisión
| Título                                  | Emitido por primera vez | Emitido por última vez | Coproducción       | La red         | Notas          |
| como SKA Films                          | como SKA Films          | como SKA Films         | como SKA Films     | como SKA Films | como SKA Films |
| --------------------------------------- | ----------------------- | ---------------------- | ------------------ | -------------- | -------------- |
| Lock, Stock...                          | 29 de mayo de 2000      | 11 de julio de 2000    | Ginger Productions | Channel 4      |                |
| Swag                                    | 2002                    | 2004                   |                    | Five           |                |
| como Marv Films                         |                         |                        |                    |                |                |
| Serie de televisión sin título Kingsman | TBA                     | TBA                    | 20th Television    | Hulu           |                |